# 五ヶ山市助
五ヶ山 市助（ごかやま いちすけ、生年不詳 – 1606年）とは、戦国時代末期から江戸時代初期にかけて井波瑞泉寺下下梨道場（現下梨瑞願寺）の道場主であった人物。苗字は高田。下梨村市助とも。
加賀藩による五箇山（五ヶ山）統治の初期に代官職（十村）を務めたことで知られ、以後5代にわたって子孫が「五ヶ山市助」の名と代官職を継承している。古文書上では五ヶ山市介とも表記されるが、藩政にかかる文書では「市介」を、寺役や百姓としては「市助」を用いていたようである。

## 下梨道場の来歴

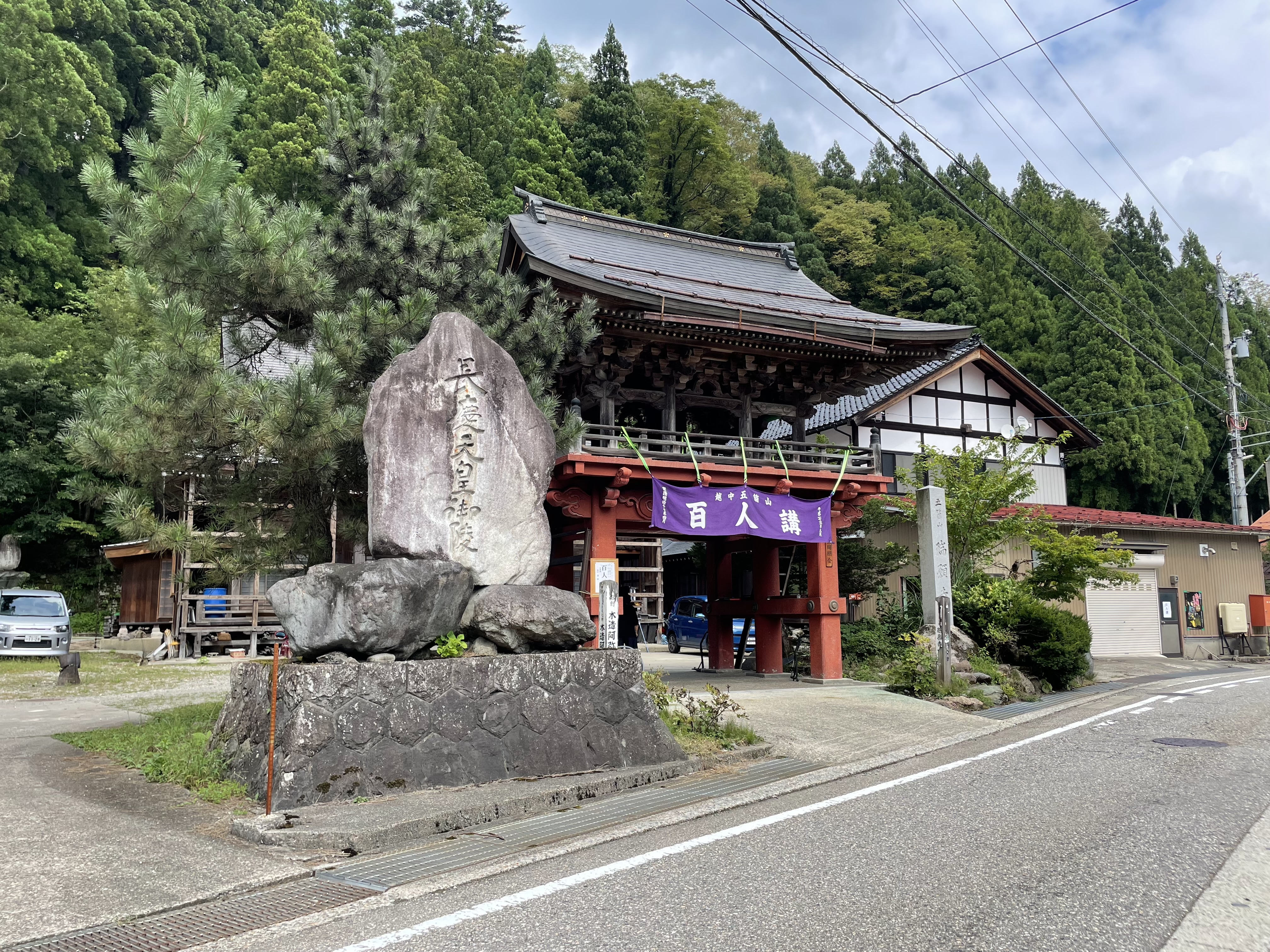
現在の瑞願寺山門。

瑞願寺の由緒によると先祖は楠氏の流れをくむ天台宗の常見坊とされ、本願寺5代綽如の教えを受けて井波瑞泉寺道場坊となり下梨道場を開いたという。もっとも、現代の歴史学上では綽如の時代に既に五箇山で真宗が広まっていたとする伝承には否定的で、本願寺8代蓮如の時代に初めて本格的に真宗が浸透したとする見解が主流である。
本願寺8代蓮如は文明年間に越前国吉崎御坊に滞在することで北陸地方の門徒を増やし、長らく無住であった井波瑞泉寺にも本願寺の血統が住持として入った。瑞泉寺6代の賢心は赤尾の道宗と交流があったとの伝承があり、賢心の時代に五箇山地方で瑞泉寺門徒が形成されたようである。この頃、既に五箇山では本覚寺・専光寺・常楽寺といった越中国外の有力寺院が教線を伸ばしていたが、瑞泉寺は地元の利を活かして庄川沿いに小谷・下梨谷地域に門徒を増やした。
五箇山内の瑞泉寺門徒の中心となったのが下梨道場で、修理亮乗者という人物がこの頃道場主であったようである。修理亮乗資は道宗の没後に五箇山の真宗門徒を代表する立場に就いたようで、天文21年10月27日付五箇山衆十日の連中定では連絡 86名の筆頭者として名が記されている。また、瑞願寺所蔵古文書の中でも最も古いものとして、本願寺9代証如から下された天文5年（1536年） – 天文8年（1539年）付けの請取書状が残っている。天正9年（1581年）に井波瑞泉寺が佐々成政の攻撃によって陥落すると、瑞泉寺7代顕秀と弟の維秀は下梨道場へ避難するなど、 井波瑞泉寺にとって下梨道場は五ヶ山で最も重要な拠点と見なされていた。 

## 歴代市助の活動

### 初代市助
「井波瑞泉寺記録」などによると、「元亀11年（1571年）に上杉謙信と和睦が結ばれた時、上杉方より上田隼人という者が人質に来て、その息子が五ヶ山に居住して梨の市助と名乗った」とされる。一方、瑞願寺の寺伝では上杉謙信の末子、長尾小兵衛が養子に入って五ケ山梨市介と改名したとするが、いずれにせよ初代市助は五ヶ山の外から下梨道場に入った人物と伝えられている。
天正13年（1585年）に富山の役を経て佐々成政が越中を離れ、前田家による越中支配が始まると、初代市助が五箇山の取り纏め役として登場するようになる。天正16年（1588年）8月15日付けで「五ヶ山」に対して1年に1度の納所銭50貫文と、3年に1度の臨時納所銭50貫文の納入を命じる申渡状が瑞願寺に残されている。この計100貫文は申渡状の伝達からすぐに納入されたようで、同年12月1日付けで前田利長から「五ヶ山市介」に対して出された確かに納所銭を受け取ったという請取書も現存しており、これが「市介（市助）」の初見となる。この頃はまだ藩政の基礎も固まっておらず、支配も行き届いていない時期のため、加賀藩は市助という有力者を介することで税の徴収を図ったものとみられる。
続いて、文禄2年（1593年）10月21日には前田利長より諸役を免除することを申しつけた文書が下され、代官としての市助の立場は強化された。ここからしばらく市助文書は途切れるが、慶長8年（1603年）分から税納の記録が残り始め、慶長10年（1605年）には天正年間の8倍近い金子30枚及び塩硝1,500斤が納入されたと記される。慶長9年（1604年）には越中における検地が始まっており、加賀藩の地方支配も末端まで行き届くようになったため、この頃急激な税額の増大がなされたようである。
また慶長10年（1605年）付けの市助宛申付状で「代官を申付けないので、市助が策配するように」という旨の記述があり、この頃には公的に市助が五ヶ山納所の責任者に任じられていたことが分かる。

### 二代目市助
二代目市助は初代市助の息子で、慶長11年（1606年）より父の地位を継いで代官職を務めたとされる。
慶長12年（1607年）には、見座村九郎左衛門が五箇山の年貢を金子30枚から40枚に引き上げる申出（手上げ）を行うという問題が起こった。後に明暦3年（1657年）にも見座村は同様の申出をしているが、その時は「納入する金子を増加する代わりに、私にも代官職（十村）を申しつけていただきたい」旨を申し出ている。このため、慶長12年の時も見座村九郎左衛門は五箇山の代官職を得るために行動を起こしたようである。
これを受けて、市助も見座村九郎左衛門と同様に金子30枚から40枚に増額する事を申し出、慶長12年4月2日付けで加賀藩からこれを公認された。これと同時に、連判状に署名した百姓たちに耕作地を渡すという措置がなされている。結局見座村九郎左衛門が代官職を得ることなく、市助の代官職はそのままとされたため、この1件は五箇山全体の納税額が上がるだけの結果に終わった。
これ以後、三代目市助に代替わりするまで「金子40枚・塩硝2千斤」の納入が続けられている。

### 三代目市助
三代目市助は二代市助の息子で、元和3年（1617年）より父の地位を継いで代官職を務めたとされる。
二代目から三代目の代替わり直後、元和4年（1618年）には坂上西勝寺が5枚、元和5年（1619年）には三代目市助が20枚の手上げを申し出た。これも慶長12年の手上げと同じく、市助の代替わりを好機と見た坂上西勝寺が代官職を得ようと増税を申し出たが、市助側もそれ以上の増額を申し出てこれを防いだという1件であったようである。
元和7年（1621年）からは納入の宛名が「市助」ではなく「宮崎蔵人・生田四郎兵衛」と記されるようになり、宮崎・生田の両名が新たに五箇山の代官に任命されている。もっとも、加賀藩への納入文書はこれ以後も瑞願寺に残されているため、引き続き代官職の実務は市助が務めていたようである。

### 四代目市助
四代目市助は三代市助の息子で、寛永11年（1634年）より父の地位を継いで代官職を務めたとされる。
四代日市助の時代には五箇山の環境を大きく変える事件が起こっており、その一つは慶安2年（1649年）の井波瑞泉寺の西本願寺派から東本願寺派への転向である。『瑞泉寺由来記』によると、瑞泉寺は勝興寺と同格に扱うよう京都の西本願寺本山に願い出、この時瑞泉寺住持の良宣は高岡板屋六兵衛と梨子之市助（=四代目市助）を同道していたという。しかし勝興寺の工作によって良宣らは座敷牢に入れられてしまったため、なんとか牢から脱出した良宣は東本願寺に逃げ込み、この事件を切っ掛けに瑞泉寺及びその末寺は揃って東本願寺に転向することとなった。なお、東本願寺に入る際、市助は瑞泉寺ほどの大坊が台所門から入れられるのを無念とし、大声で式台門を開くよう呼びかけたため、良宣らは堂々と式台門から入ることができた、という逸話が伝えられている。
もう一つの大きな変革は、慶安4年（1651年）より市助と同格の代官職が新たに任命されたことである。これより先、寛永19年（1642年） – 寛永20年（1643年）には寛永の大飢饉が起こっており、恐らくは飢饉対策で代官職が多忙となったこと、また飢饉を切っ掛けに改作法が導入されたことにより五箇山でも新たな統治体制が模索されていた。このような背景をもとに、慶安4年に五箇山は西半の赤尾谷・上梨谷・下梨谷、東半の小谷・利賀谷に分けられ、西半は引き続き市助が、東半は新たに細嶋村源太郎が代官職を務める体制が始まった。
五ヶ山の諸村を二つの組に分け、それぞれ代官職（十村）を置くという形式は江戸時代を通じて定着し、後に西半の組は「赤尾谷組」、東半の組は「利賀谷組」と呼ばれるようになった。

### 五代目市助
五代目市助は四代市助の息子で、寛文3年（1663年）より父の地位を継いで代官職を務めたとされる。
寛文10年（1670年）、加賀藩が城端町・井波町商人が五ヶ山農民に前貸しを行うことを許可した文書があるが、これこそ江戸時代の五ヶ山統治に多大な影響を与えた「判方制度」の始まりであると指摘されている。これ以後、貸米・作食米・塩代銀にかかる文書が残るようになり、寛文11年（1671年）から延宝7年（1679年）までの文書が瑞願寺に所蔵されている。このほかにも、寛文年間の五ヶ山材木の川流し請負などにかかる文書も残されている。
五代目市助は元禄元年（1688年）まで代官職を務めたが、代替わりの時点で後継者が幼少であったため六代目市助に任命されなかった。そこで松尾村与次兵衛が後任とされ、ここに五代百年にわたる市助の五ヶ山支配は終わりを迎えた。